# Mighty Times: The Children's March
Mighty Times: The Children's March est un film documentaire américain réalisé par Bobby Houston, sorti en 2004, à propos des marches pour les droits civiques lors de la Campagne de Birmingham.
Il a été récompensé par l'Oscar du meilleur court métrage documentaire en 2005.

## Fiche technique
- Réalisation : Bobby Houston
- Production :  Robert Hudson[1]
- Musique : Don Davis
- Montage : Mark Brewer, Sean P. Keenan
- Durée : 40 minutes

## Distinctions
- 2005 : Oscar du meilleur court métrage documentaire